# Антонов-Дружинін Павло Павлович
Павло Павлович Анто́нов-Дружи́нін (рос. Павел Павлович Антонов-Дружинин; 12(25) жовтня 1916, Єлшанка, Російська імперія — 25 лютого 1985, Харків, УРСР, СРСР) — російський радянський театральний актор. Народний артист Української РСР (1974).

## Біографія
Народився 12 [25] жовтня 1916 року в селі Єлшанці (тепер Сергієвський район Самарської області, Росія). 1936 року закінчив студію при Центральному театрі Червоної армії в Москві. Впродовж 1936–1941 років працював у театрах Москви.
У Червоній армії з 1941 року по 24 вересня 1945 року. Брав участь у німецько-радянській війні. Нагороджений орденами Червоної Зірки (22 лютого 1943), Вітчизняної війни ІІ-го ступеня (30 жовтня 1943), медаллю «За перемогу над Німеччиною» (9 травня 1945). Член ВКП(б) з 1943 року.
У 1945–1948 роках знову працював у театрах Москви (був актором Театру на Малій Бронній); у 1949–1952 роках — Ярославля; у 1952–1978 роках — у Харківському російському драматичному театрі імені Олександра Пушкіна. Помер у Харкові 25 лютого 1985 року.

## Ролі
- Вознесенський («Відкриття» Юрія Щербака);
- Мелузов, Кисельников («Таланти і шанувальники», «Безодня» Олександра Островського);
- Астров, Тригорін («Дядя Ваня», «Чайка» Антона Чехова);
- Рахметов («Нові люди» за Миколою Чернишевським);
- Улдис («Вій, вітерець!» Яніса Райніса);
- Леандр («Витівки Скапена» Жана-Батиста Мольєра);
- Фердинанд («Підступність і кохання» Фрідріха Шиллера);
- Кассіо, Клавдіо, Дункан («Отелло», «Багато галасу з нічого», «Макбет» Вільяма Шекспіра);
- Муратов («Зикови» Максима Горького);
- Рибаков («Кремлівські куранти» Миколи Погодіна);
- Генріх фон Гольдрінг («І один у полі воїн» Юрія Дольд-Михайлика);
- Антоніо Террачіні («Пам'ять серця» Олександра Корнійчука);
- Річард («Учень диявола» Бернарда Шоу).